# Дейтон (Кентуккі)
Дейтон (англ. Dayton) — місто (англ. city) в США, в окрузі Кемпбелл штату Кентуккі. Населення — 5666 осіб (2020).

## Географія
Дейтон розташований за координатами 39°6′46″ пн. ш. 84°27′52″ зх. д. / 39.11278° пн. ш. 84.46444° зх. д. (39.112758, -84.464460).  За даними Бюро перепису населення США в 2010 році місто мало площу 5,02 км², з яких 3,33 км² — суходіл та 1,69 км² — водойми.

## Демографія
Згідно з переписом 2010 року, у місті мешкало 5338 осіб у 2052 домогосподарствах у складі 1316 родин. Густота населення становила 1063 особи/км².  Було 2365 помешкань (471/км²).
Расовий склад населення:
| - 96,7 % — білих - 0,5 % — чорних або афроамериканців - 0,3 % — азіатів - 0,1 % — вихідців з тихоокеанських островів - 0,1 % — корінних американців |

До двох чи більше рас належало 1,7 %. Частка іспаномовних становила 1,7 % від усіх жителів.
За віковим діапазоном населення розподілялося таким чином: 25,1 % — особи молодші 18 років, 65,3 % — особи у віці 18—64 років, 9,6 % — особи у віці 65 років та старші. Медіана віку мешканця становила 34,3 року. На 100 осіб жіночої статі у місті припадало 96,7 чоловіків;  на 100 жінок у віці від 18 років та старших — 94,8 чоловіків також старших 18 років.
Середній дохід на одне домашнє господарство  становив 46 916 доларів США (медіана — 35 794), а середній дохід на одну сім'ю — 54 868 доларів (медіана — 41 875). Медіана доходів становила 40 353 долари для чоловіків та 32 143 долари для жінок. За межею бідності перебувало 26,7 % осіб, у тому числі 36,7 % дітей у віці до 18 років та 13,9 % осіб у віці 65 років та старших.
Цивільне працевлаштоване населення становило 2357 осіб. Основні галузі зайнятості: мистецтво, розваги та відпочинок — 17,0 %, освіта, охорона здоров'я та соціальна допомога — 16,6 %, роздрібна торгівля — 15,7 %.